# San Francisco Municipal Railway
San Francisco Municipal Railway, plus connue sous le nom de « SF Muni » ou « Muni » est la compagnie qui gère, depuis 1912, les transports en commun de la ville de San Francisco en Californie. Elle dessert 121 km2 avec un budget de 380 millions de dollars[Quand ?]. Muni est la septième plus grande compagnie de transit aux États-Unis.

## Effectif
Le Muni gère environ 1 000 véhicules Diesel, électriques, des autobus électriques hybrides, des  tramways, les tramways historiques, le métro léger de San Francisco et les Cable Cars de San Francisco. Beaucoup de bus sont à moteur Diesel, mais plus de 300 sont à zéro-émissions trolleybus électriques alimentés par des fils. L'électricité pour faire fonctionner les véhicules du Muni vient du réservoir Hetch Hetchy du parc national de Yosemite.
- 54 lignes de bus, dont la plupart utilisent des bus articulés ;
- 17 lignes de trolley, dont la plupart utilisent des bus articulés ;
- 7 lignes de métro léger, ces lignes sont communément appelées « Muni Metro » ;

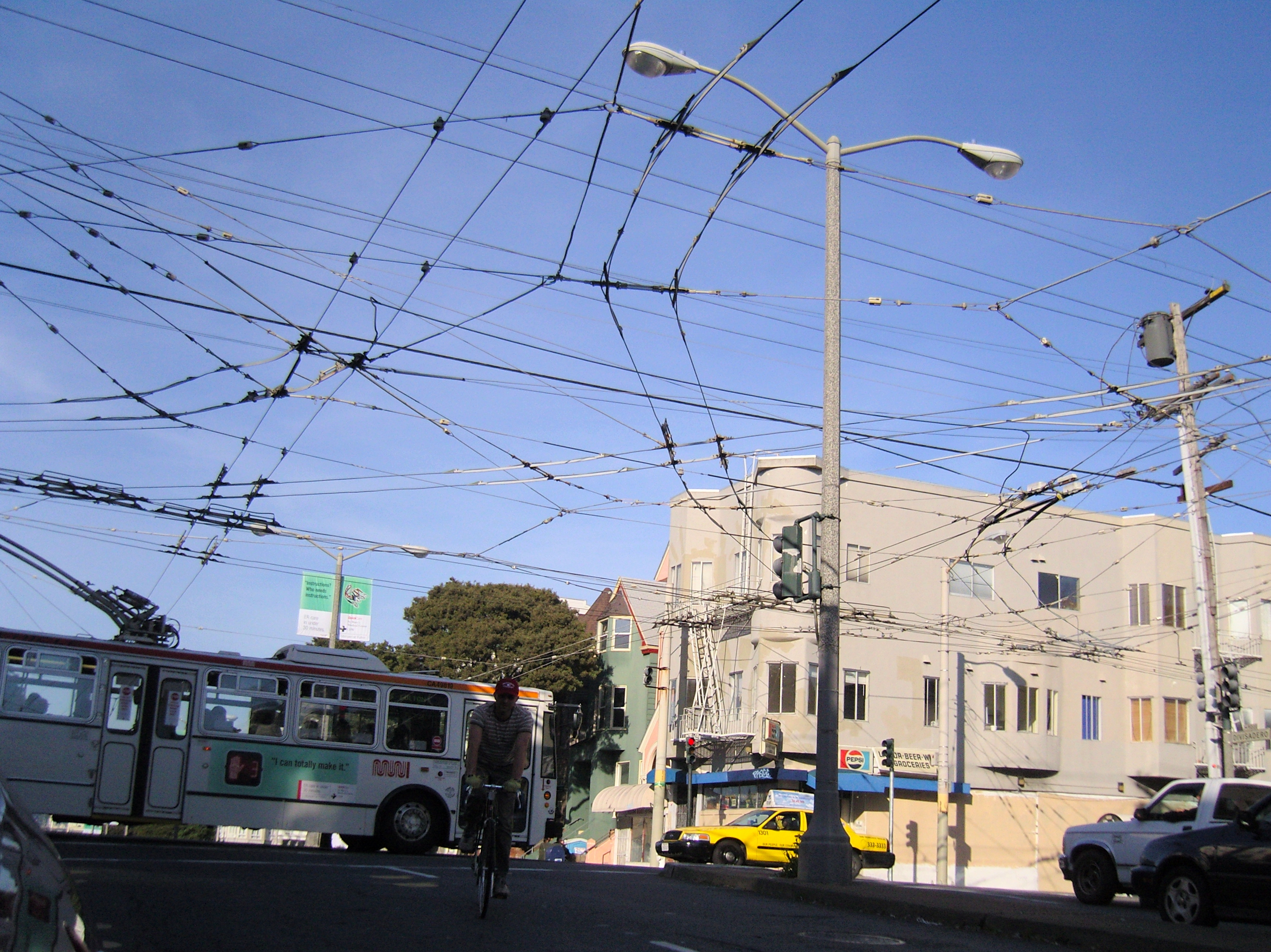
Un trolley dans le quartier de Nob Hill.

- 3 lignes du célèbre Cable Car ;
- 2 lignes de tramway anciens.

## Le réseau de bus

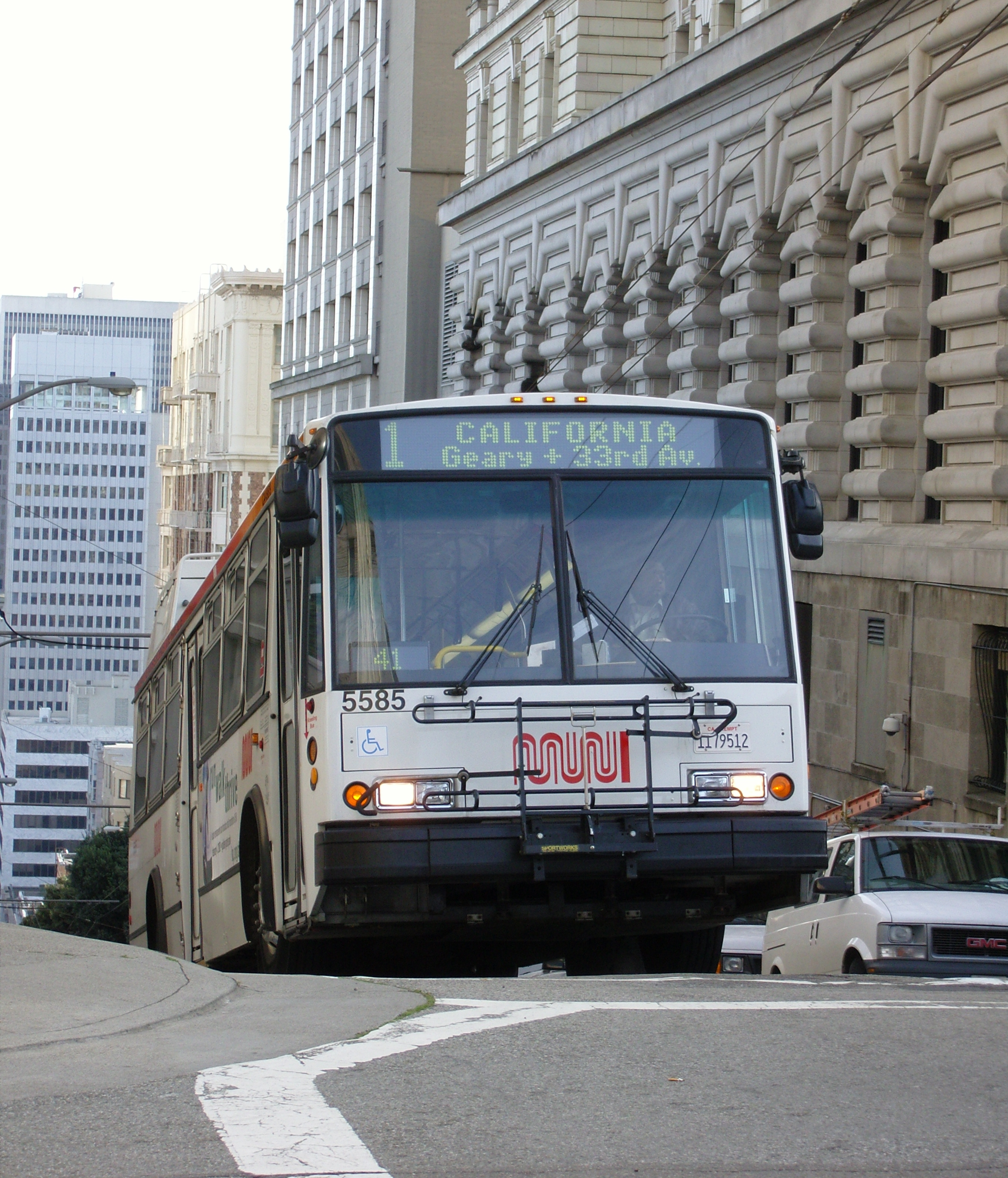
Un trolley qui remonte de China Town.

Le muni gère également un important réseau de bus (71 lignes) sur l’ensemble de la ville de San Francisco et sur sa proche banlieue.

### Bus au Diesel
Le Muni possède des véhicules au Diesel allant de trente à soixante pieds de longueur (9 à 18 mètres). Ils sont en général utilisés sur des lignes ou la topographie est plutôt égale afin de limiter la pollution. En décembre 2007, le Muni a également acquis un bus à double étage afin d’augmenter la capacité de certaines lignes afin de limiter la circulation des bus avec un ventricule.
Ses détracteurs prétendent que le temps est augmenté car il y a moins de sorties que sur un autobus articulé et que sa hauteur pose un problème dans certains quartiers.

### Les bus électriques ou trolleybus
Les trolleybus ont été très populaires aux États-Unis dans la plus grande partie du XXe siècle. Aujourd'hui, San Francisco est l'une des cinq villes des États-Unis avec une flotte encore opérationnelle de trolleybus. La flotte du Muni est d’ailleurs l'une des plus importantes de la nation et ils desservent une grande partie de la ville.
Initialement, au moment de leur intronisation, les trolleys  ont rencontré la résistance des habitants habitués aux différents systèmes de tramways.
Cependant, après le tremblement de terre de 1906, les trolleys étaient considérés comme une option moins coûteuse que la reconstruction des voiries ferroviaires dans le tissu urbain et la résistance s'est évanouie.
Il est même prévu de poursuivre des travaux d'électrification des lignes de bus Diesel existantes afin de les remplacer[Quand ?].

## Le Muni Metro

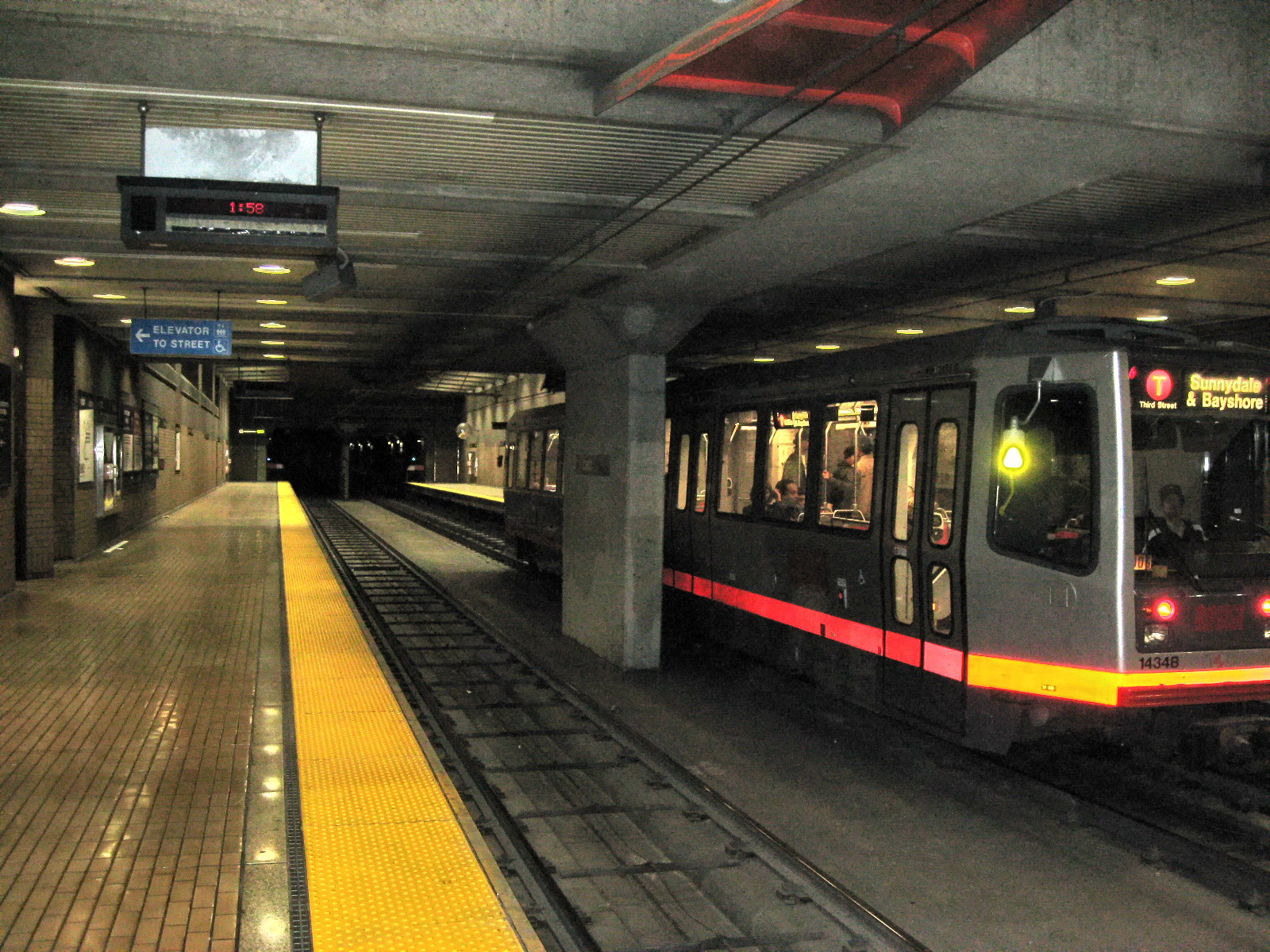
Le Muni métro à la station Church.

Le Muni Metro de San Francisco est un système de métro léger composé de sept lignes. Son tronçon principal se trouve sous Market Street au-dessus des lignes du Bay Area Rapid Transit (BART).
L'épine dorsale du système est formée de deux tunnels de métro interconnectés : l'ancien tunnel de Twin Peaks et métro de Market Street. Les tunnels de 8,9 km de longueur totale commence à la station West Portal dans la partie sud-ouest de la ville et se termine à la station Embarcadero, au cœur du Financial District.
Trois lignes, la K Ingleside, la L Taraval L et la M Ocean View entrent dans le tunnel à l'ouest du portail, tandis que les deux autres lignes, la J Church et la N Juda, entrent dans le tunnel à l’angle de Church et de Duboce Avenue.
Deux lignes, la N Judah et la T Third Street, entrent et sortent du tunnel à Embarcadero.
Un autre tunnel, le Sunset tunnel est situé à proximité du portail Duboce et est desservi par le N Judah.

## Les Cable cars

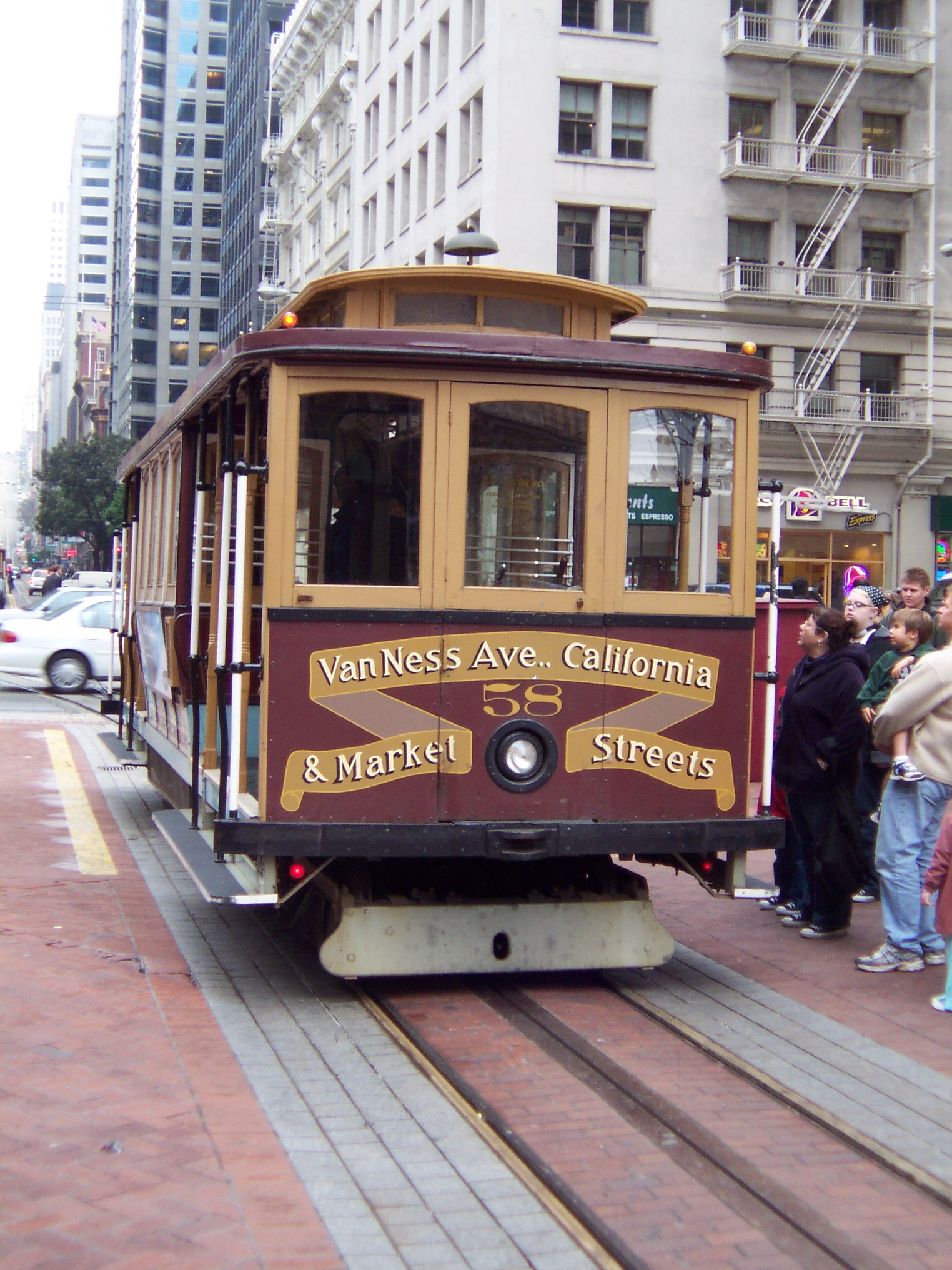
Un célèbre Cable Car sur California Street.

Les Cable Cars de San Francisco sont les derniers du monde, à être opérationnels en permanence. Ils sont devenus une des icônes de San Francisco.
Le système de Cable Car fait aujourd'hui partie du réseau intermodal de transport urbain de San Francisco. Trois lignes existent toujours : deux lignes du centre-ville près de Union Square vers Fisherman's Wharf, et une troisième voie le long de California Street.
Fréquenté majoritairement par les touristes les Cable cars sont souvent délaissés par les franciscains qui préfèrent utiliser d’autres modes de transport plus rapides.

## Les anciens trams
Considérés, comme les Cable cars, comme un patrimoine, les vieux tramways sont toujours utilisés à but commercial en longeant la baie de San Francisco et ses embarcadères les plus connus. Ces vieux trams sont soit des achats de la ville de San Francisco soit des dons de collectionneurs désirant voir rouler ces ancêtres.

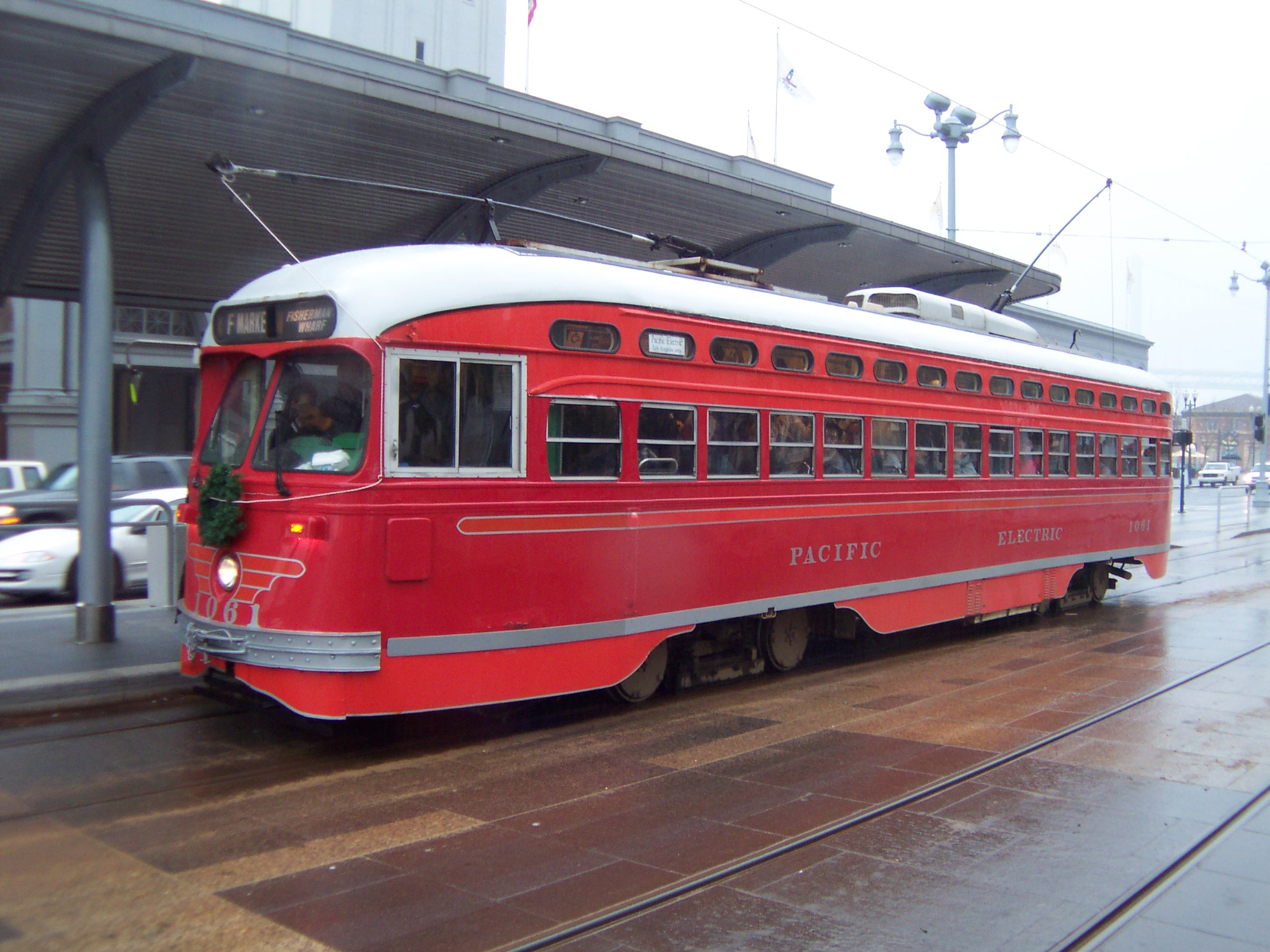
Tram de Philadelphie de 1961 sur la ligne F.
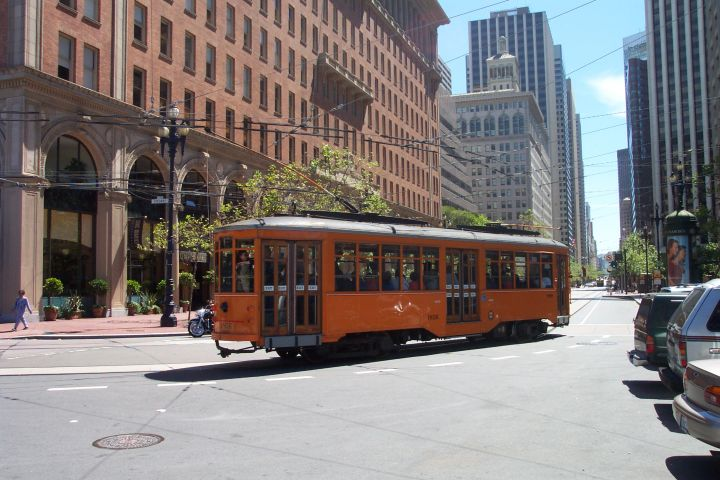
Vieux Tram de Milan à Market Street.
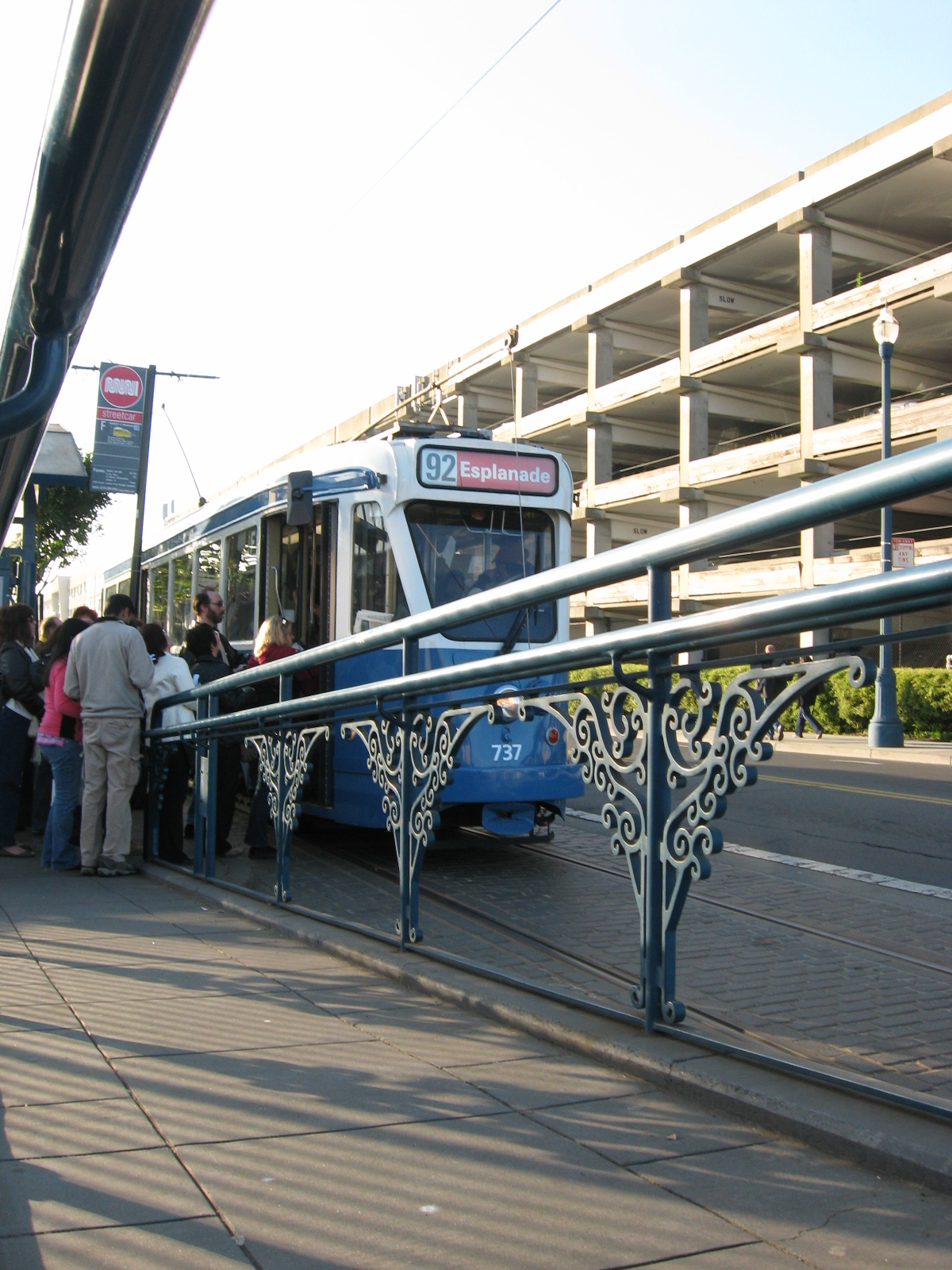
Vieux Tram de Bruxelles à Fisherman's Wharf.

### Ligne F
La ligne F ouverte en 1983 est une ligne en service commercial de Fisherman's Wharf (haut lieu touristique sur le Pier 39) à Castro (quartier gay) en passant devant Telegraph Hill, Embarcadero et Market Street (en surface). Elle a pour particularité de n'utiliser que de vieux trams remis en état et provenant de villes différentes dans le monde comme Bruxelles, Los Angeles, Philadelphie, Zurich ou Milan.
Elle roule sur les voies de tram en surface de Market Street abandonnées depuis l'ouverture du Muni Métro en 1980.

### Ligne E
Sur le même principe que la ligne F, la  ligne E parcourt le trajet entre Fisherman's Wharf et Caltrain via Embarcadero depuis 2012.
Les trams provenant d'autres villes sont soit des dons (venant soit des villes elles-mêmes comme pour ceux de Bruxelles, soit de particuliers avides de revoir leurs antiquités rouler), soit des achats de la ville de San Francisco.